# Alb

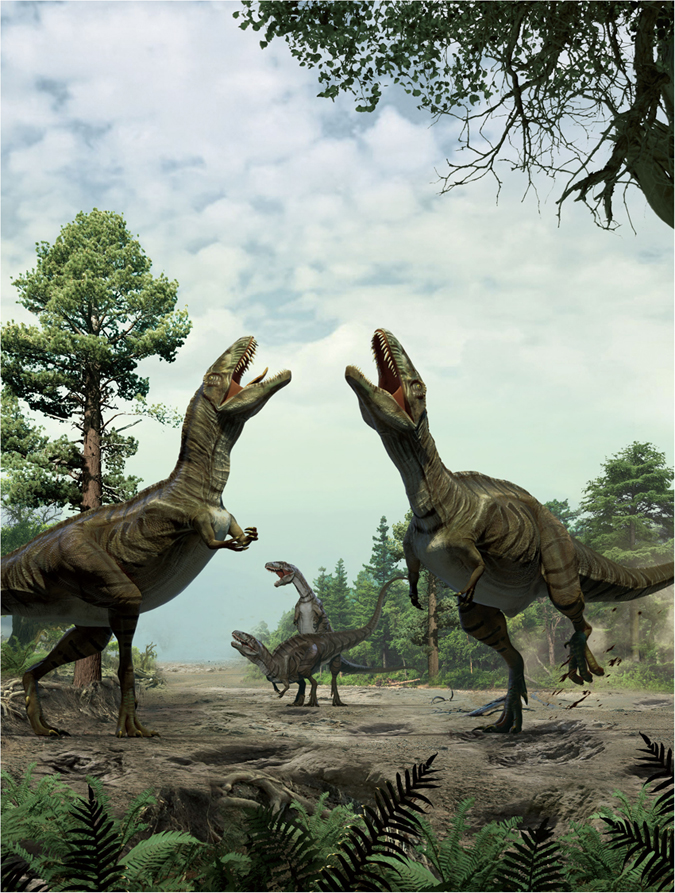
Acrocanthosaurus, jeden z velkých dravých dinosaurů, žijících v tomto období.

Alb je poslední a nejmladší chronostratigrafický stupeň spodní křídy, který je datován do rozmezí před 113,0 ± 1,0 až 100,5 ± 0,9 Ma (milionů let). Albu předcházel apt a následoval ho cenoman.

## Definice
Stupeň alb (francouzsky albien – odvozeno od řeky Aube ve Francii), byl poprvé navržen v roce 1842 francouzským paleontologem Alcidem d'Orbignym.
Začátek (báze) albu je definován jako místo, kde se poprvé ve stratigrafickém sloupci objevily kokolitky druhu Praediscosphaera columnata. Konec albu (báze cenomanu a svrchní křídy) se definuje jako místo, kde se poprvé objevili dírkonošci druhu Rotalipora globotruncanoides. V průběhu albu dochází k významné vlně vymírání (i když nikoliv hromadného), spojeného s tzv. anoxickými událostmi v tehdejších oceánských vodách.

## Dělení
Stupeň alb bývá dále dělen na tři podstupně: spodní, střední a svrchní.

## Fauna
V tomto období stále dominovali dinosauři, jako byl například obří sauropod druhu Sauroposeidon proteles. Objevují se také nové formy plazů, například bipedně se pohybující ještěři. Mezi známé obří teropodní dinosaury tohoto období patří severoamerický druh Acrocanthosaurus atokensis.

## Ekologie
V tomto období se odehrávaly změny v globální biotě a došlo k tzv. anoxické události, při které lze pozorovat vymírání druhů menší intenzity v mořských ekosystémech. Na souších pak byly velmi časté požáry, které do značné míry formovaly podobu mnoha sušších ekosystémů.